# Kublank
Kublank é um município da Alemanha, situado no distrito de Mecklenburgische Seenplatte, no estado de Mecklemburgo-Pomerânia Ocidental. Tem 13,49 km² de área, e sua população em 2019 foi estimada em 167 habitantes.